# ATP de Barcelona
O Barcelona Open Banc Sabadell ou ATP de Barcelona, é uma competição masculina de tênis, realizada desde 1953, o evento é jogado em quadras de saibro no Real Club de Tenis Barcelona, em Barcelona, Espanha.
O evento faz parte do programa ATP 500 e quem detém o recorde de títulos em simples é o espanhol Rafael Nadal, que venceu o torneio onze vezes.
O maior campeão da história do torneio é o espanhol Rafael Nadal, que em simples, de onze finais disputadas, venceu o torneio onze vezes (2005, 2006, 2007, 2008, 2009, 2011, 2012, 2013, 2016, 2017 e 2018).

## Finais

### Simples
| Ano                                                         | Campeão             | Vice-campeão           | Resultado               |
| ----------------------------------------------------------- | ------------------- | ---------------------- | ----------------------- |
| 2025                                                        | Carlos Alcaraz      | Holger Rune            | 7⁸-6⁶, 6–2              |
| 2024                                                        | Casper Ruud         | Stefanos Tsitsipas     | 7–5, 6–3                |
| 2023                                                        | Carlos Alcaraz      | Stefanos Tsitsipas     | 6–3, 6–4                |
| 2022                                                        | Carlos Alcaraz      | Pablo Carreño Busta    | 6–3, 6–2                |
| 2021                                                        | Rafael Nadal        | Stefanos Tsitsipas     | 6–4, 66–7, 7–5          |
| Torneio não realizado em 2020 devido à pandemia de COVID-19 |                     |                        |                         |
| 2019                                                        | Dominic Thiem       | Daniil Medvedev        | 6–4, 6–0                |
| 2018                                                        | Rafael Nadal        | Stefanos Tsitsipas     | 6–2, 6–1                |
| 2017                                                        | Rafael Nadal        | Dominic Thiem          | 6–4, 6–1                |
| 2016                                                        | Rafael Nadal        | Kei Nishikori          | 6–4, 7–5                |
| 2015                                                        | Kei Nishikori       | Pablo Andújar          | 6–4, 6–4                |
| 2014                                                        | Kei Nishikori       | Santiago Giraldo       | 6–2, 6–2                |
| 2013                                                        | Rafael Nadal        | Nicolás Almagro        | 6–4, 6–3                |
| 2012                                                        | Rafael Nadal        | David Ferrer           | 7–6, 7–5                |
| 2011                                                        | Rafael Nadal        | David Ferrer           | 6–2, 6–4                |
| 2010                                                        | Fernando Verdasco   | Robin Soderling        | 6–3, 4–6, 6–3           |
| 2009                                                        | Rafael Nadal        | David Ferrer           | 6–2, 7–5                |
| 2008                                                        | Rafael Nadal        | David Ferrer           | 6–1, 4–6, 6–1           |
| 2007                                                        | Rafael Nadal        | Guillermo Cañas        | 6–3, 6–4                |
| 2006                                                        | Rafael Nadal        | Tommy Robredo          | 6–4, 6–4, 6–0           |
| 2005                                                        | Rafael Nadal        | Juan Carlos Ferrero    | 6–1, 7–6, 6–3           |
| 2004                                                        | Tommy Robredo       | Gastón Gaudio          | 6–3, 4–6, 6–2, 3–6, 6–3 |
| 2003                                                        | Carlos Moyà         | Marat Safin            | 5–7, 6–2, 6–2, 3–0, ab. |
| 2002                                                        | Gastón Gaudio       | Albert Costa           | 6–4, 6–0, 6–2           |
| 2001                                                        | Juan Carlos Ferrero | Carlos Moyà            | 4–6, 7–5, 6–3, 3–6, 7–5 |
| 2000                                                        | Marat Safin         | Juan Carlos Ferrero    | 6–3, 6–3, 6–4           |
| 1999                                                        | Félix Mantilla      | Karim Alami            | 7–6, 6–3, 6–3           |
| 1998                                                        | Todd Martin         | Alberto Berasategui    | 6–2, 1–6, 6–3, 6–2      |
| 1997                                                        | Albert Costa        | Albert Portas          | 7–5, 6–4, 6–4           |
| 1996                                                        | Thomas Muster       | Marcelo Ríos           | 6–3, 4–6, 6–4, 6–1      |
| 1995                                                        | Thomas Muster       | Magnus Larsson         | 6–2, 6–1, 6–4           |
| 1994                                                        | Richard Krajicek    | Carlos Costa           | 6–4, 7–6, 6–2           |
| 1993                                                        | Andrei Medvedev     | Sergi Bruguera         | 6–7, 6–3, 7–5, 6–4      |
| 1992                                                        | Carlos Costa        | Magnus Gustafsson      | 6–4, 7–6, 6–4           |
| 1991                                                        | Emilio Sánchez      | Sergi Bruguera         | 6–4, 7–6, 6–2           |
| 1990                                                        | Andrés Gómez        | Guillermo Pérez-Roldán | 6–0, 7–6, 3–6, 0–6, 6–2 |
| 1989                                                        | Andrés Gómez        | Horst Skoff            | 6–4, 6–4, 6–2           |
| 1988                                                        | Kent Carlsson       | Thomas Muster          | 6–3, 6–3, 3–6, 6–1      |
| 1987                                                        | Martín Jaite        | Mats Wilander          | 7–6, 6–4, 4–6, 0–6, 6–4 |
| 1986                                                        | Kent Carlsson       | Andreas Maurer         | 6–2, 6–2, 6–0           |
| 1985                                                        | Thierry Tulasne     | Mats Wilander          | 0–6, 6–2, 3–6, 6–4, 6–0 |
| 1984                                                        | Mats Wilander       | Joakim Nyström         | 7–6, 6–4, 0–6, 6–2      |
| 1983                                                        | Mats Wilander       | Guillermo Vilas        | 6–0, 6–3, 6–1           |
| 1982                                                        | Mats Wilander       | Guillermo Vilas        | 6–3, 6–4, 6–3           |
| 1981                                                        | Ivan Lendl          | Guillermo Vilas        | 6–0, 6–3, 6–0           |
| 1980                                                        | Ivan Lendl          | Guillermo Vilas        | 6–4, 5–7, 6–4, 4–6, 6–1 |
| 1979                                                        | Hans Gildemeister   | Eddie Dibbs            | 6–4, 6–3, 6–1           |
| 1978                                                        | Balázs Taróczy      | Ilie Năstase           | 1–6, 7–5, 4–6, 6–3, 6–4 |
| 1977                                                        | Björn Borg          | Manuel Orantes         | 6–2, 7–5, 6–2           |
| 1976                                                        | Manuel Orantes      | Eddie Dibbs            | 6–1, 2–6, 2–6, 7–5, 6–4 |
| 1975                                                        | Björn Borg          | Adriano Panatta        | 1–6, 7–6, 6–3, 6–2      |
| 1974                                                        | Ilie Năstase        | Manuel Orantes         | 8–6, 9–7, 6–3           |
| 1973                                                        | Ilie Năstase        | Manuel Orantes         | 2–6, 6–1, 8–6, 6–4      |
| 1972                                                        | Jan Kodeš           | Manuel Orantes         | 6–3, 6–2, 6–4           |
| 1971                                                        | Manuel Orantes      | Robert Lutz            | 6–4, 6–3, 6–4           |
| 1970                                                        | Manuel Santana      | Rod Laver              | 6–4, 6–3, 6–4           |
| 1969                                                        | Manuel Orantes      | Manuel Santana         | 6–4, 7–5, 6–4           |
| 1968                                                        | Martin Mulligan     | Ingo Buding            | 6–0, 6–1, 6–0           |
| 1967                                                        | Martin Mulligan     | Rafael Osuna           | 5–7, 7–5, 6–4, 6–3      |
| 1966                                                        | Thomaz Koch         | Nikola Pilić           | 6–3, 6–2, 3–6, 7–5      |
| 1965                                                        | Juan Gisbert        | Martin Mulligan        | 6–4, 4–6, 6–1, 2–6, 6–2 |
| 1964                                                        | Roy Emerson         | Manuel Santana         | 2–6, 7–5, 6–3, 6–3      |
| 1963                                                        | Roy Emerson         | Juan Manuel Couder     | 0–6, 6–4, 6–3, 4–6, 6–3 |
| 1962                                                        | Manuel Santana      | Ramanathan Krishnan    | 3–6, 6–3, 6–4, 8–6      |
| 1961                                                        | Roy Emerson         | Manuel Santana         | 6–4, 6–4, 6–1           |
| 1960                                                        | Andrés Gimeno       | Giuseppe Merlo         | 6–1, 6–2, 6–1           |
| 1959                                                        | Neale Fraser        | Roy Emerson            | 6–2, 6–4, 3–6, 6–2      |
| 1958                                                        | Sven Davidson       | Mervyn Rose            | 4–6, 6–2, 7–5, 6–1      |
| 1957                                                        | Herbert Flam        | Mervyn Rose            | 6–4, 4–6, 6–3, 6–4      |
| 1956                                                        | Herbert Flam        | Mervyn Rose            | 6–2, 6–3, 6–0           |
| 1955                                                        | Art Larsen          | Budge Patty            | 7–5, 3–6, 7–5, 2–6, 6–4 |
| 1954                                                        | Tony Trabert        | Vic Seixas             | 6–0, 6–1, 6–3           |
| 1953                                                        | Vic Seixas          | Enrique Morea          | 6–3, 6–4, 22–20         |

### Duplas
| Ano                                                         | Campeões                             | Vice-campeões                          | Resultado                |
| ----------------------------------------------------------- | ------------------------------------ | -------------------------------------- | ------------------------ |
| 2024                                                        | Máximo González Andrés Molteni       | Hugo Nys Jan Zieliński                 | 4–6, 6–4, [11–9]]        |
| 2023                                                        | Máximo González Andrés Molteni       | Wesley Koolhof Neal Skupski            | 6–3, 86–7, [10–4]        |
| 2022                                                        | Kevin Krawietz Andreas Mies          | Wesley Koolhof Neal Skupski            | 36–7, 7–65, [10–6]       |
| 2021                                                        | Juan Sebastián Cabal Robert Farah    | Kevin Krawietz Horia Tecău             | 6–4, 6–2                 |
| Torneio não realizado em 2020 devido à pandemia de COVID-19 |                                      |                                        |                          |
| 2019                                                        | Juan Sebastián Cabal Robert Farah    | Jamie Murray Bruno Soares              | 6–4, 7–64                |
| 2018                                                        | Feliciano López Marc López           | Aisam-ul-Haq Qureshi Jean-Julien Rojer | 7–65, 6–4                |
| 2017                                                        | Florin Mergea Aisam-ul-Haq Qureshi   | Philipp Petzschner Alexander Peya      | 6–4, 6–3                 |
| 2016                                                        | Bob Bryan Mike Bryan                 | Pablo Cuevas Marcel Granollers         | 7–5, 7–5                 |
| 2015                                                        | Marin Draganja Henri Kontinen        | Jamie Murray John Peers                | 6–3, 66–7, [11–9]        |
| 2014                                                        | Jesse Huta Galung Stéphane Robert    | Daniel Nestor Nenad Zimonjić           | 6–3, 6–3                 |
| 2013                                                        | Alexander Peya Bruno Soares          | Robert Lindstedt Daniel Nestor         | 5–7, 7–67, [10–4]        |
| 2012                                                        | Mariusz Fyrstenberg Marcin Matkowski | Marcel Granollers Marc López           | 2–6, 7–67, [10–8]        |
| 2011                                                        | Santiago González Scott Lipsky       | Bob Bryan Mike Bryan                   | 5–7, 6–2, [12–10]        |
| 2010                                                        | Daniel Nestor Nenad Zimonjić         | Lleyton Hewitt Mark Knowles            | 4–6, 6–3, [10–6]         |
| 2009                                                        | Daniel Nestor Nenad Zimonjić         | Mahesh Bhupathi Mark Knowles           | 6–3, 7–6                 |
| 2008                                                        | Bob Bryan Mike Bryan                 | Mariusz Fyrstenberg Marcin Matkowski   | 6–3, 6–2                 |
| 2007                                                        | Andrei Pavel Alexander Waske         | Rafael Nadal Tomeu Salvà               | 6–3, 7–6                 |
| 2006                                                        | Mark Knowles Daniel Nestor           | Mariusz Fyrstenberg Marcin Matkowski   | 6–2, 6–7, [10–5]         |
| 2005                                                        | Leander Paes Nenad Zimonjić          | Feliciano López Rafael Nadal           | 6–3, 6–3                 |
| 2004                                                        | Mark Knowles Daniel Nestor           | Mariano Hood Sebastián Prieto          | 4–6, 6–3, 6–4            |
| 2003                                                        | Bob Bryan Mike Bryan                 | Chris Haggard Robbie Koenig            | 6–4, 6–3                 |
| 2002                                                        | Michael Hill Daniel Vacek            | Lucas Arnold Ker Gastón Etlis          | 6–4, 6–4                 |
| 2001                                                        | Donald Johnson Jared Palmer          | Tommy Robredo Fernando Vicente         | 7–6, 6–4                 |
| 2000                                                        | Nicklas Kulti Mikael Tillström       | Paul Haarhuis Sandon Stolle            | 6–2, 6–7, 7–6            |
| 1999                                                        | Paul Haarhuis Yevgeny Kafelnikov     | Massimo Bertolini Cristian Brandi      | 7–5, 6–3                 |
| 1998                                                        | Jacco Eltingh Paul Haarhuis          | Ellis Ferreira Rick Leach              | 7–5, 6–0                 |
| 1997                                                        | Alberto Berasategui Jordi Burillo    | Pablo Albano Àlex Corretja             | 6–3, 7–5                 |
| 1996                                                        | Luis Lobo Javier Sánchez             | Neil Broad Piet Norval                 | 6–1, 6–3                 |
| 1995                                                        | Trevor Kronemann David Macpherson    | Andrea Gaudenzi Goran Ivanišević       | 6–2, 6–4                 |
| 1994                                                        | Yevgeny Kafelnikov David Rikl        | Jim Courier Javier Sánchez             | 5–7, 6–1, 6–4            |
| 1993                                                        | Shelby Cannon Scott Melville         | Sergio Casal Emilio Sánchez            | 7–6, 6–1                 |
| 1992                                                        | Andrés Gómez Javier Sánchez          | Ivan Lendl Karel Nováček               | 6–4, 6–4                 |
| 1991                                                        | Horacio de la Peña Diego Nargiso     | Boris Becker Eric Jelen                | 3–6, 7–6, 6–4            |
| 1990                                                        | Andrés Gómez Javier Sánchez          | Sergio Casal Emilio Sánchez            | 7–6, 7–5                 |
| 1989                                                        | Gustavo Luza Christian Miniussi      | Sergio Casal Tomáš Šmíd                | 6–3, 6–3                 |
| 1988                                                        | Sergio Casal Emilio Sánchez          | Claudio Mezzadri Diego Pérez           | 6–4, 6–3                 |
| 1987                                                        | Miloslav Mečíř Tomáš Šmíd            | Javier Frana Christian Miniussi        | 6–1, 6–2                 |
| 1986                                                        | Jan Gunnarsson Joakim Nyström        | Carlos di Laura Claudio Panatta        | 6–3, 6–4                 |
| 1985                                                        | Sergio Casal Emilio Sánchez          | Jan Gunnarsson Michael Mortensen       | 6–3, 6–3                 |
| 1984                                                        | Pavel Složil Tomáš Šmíd              | Martín Jaite Víctor Pecci              | 6–2, 6–0                 |
| 1983                                                        | Anders Järryd Hans Simonsson         | Jim Gurfein Erick Iskersky             | 7–5, 6–3                 |
| 1982                                                        | Anders Järryd Hans Simonsson         | Carlos Kirmayr Cassio Motta            | 6–3, 6–2                 |
| 1981                                                        | Anders Järryd Hans Simonsson         | Andrés Gómez Hans Gildemeister         | 6–1, 6–4                 |
| 1980                                                        | Steve Denton Ivan Lendl              | Pavel Složil Balázs Taróczy            | 6–2, 6–7, 6–3            |
| 1979                                                        | Paolo Bertolucci Adriano Panatta     | Carlos Kirmayr Cassio Motta            | 6–4, 6–3                 |
| 1978                                                        | Željko Franulović Hans Gildemeister  | Jean-Louis Haillet Gilles Moretton     | 6–1, 6–4                 |
| 1977                                                        | Wojciech Fibak Jan Kodeš             | Bob Hewitt Frew McMillan               | 6–0, 6–4                 |
| 1976                                                        | Brian Gottfried Raúl Ramírez         | Bob Hewitt Frew McMillan               | 7–6, 6–4                 |
| 1975                                                        | Björn Borg Guillermo Vilas           | Wojciech Fibak Karl Meiler             | 3–6, 6–4, 6–3            |
| 1974                                                        | Juan Gisbert Ilie Nastase            | Manuel Orantes Guillermo Vilas         | 3–6, 6–0, 6–2            |
| 1973                                                        | Ilie Nastase Tom Okker               | Antonio Muñoz Manuel Orantes           | 4–6, 6–3, 6–2            |
| 1972                                                        | Juan Gisbert Manuel Orantes          | Frew McMillan Ilie Nastase             | 6–3, 3–6, 6–4            |
| 1971                                                        | Željko Franulović Juan Gisbert       | Cliff Drysdale Andrés Gimeno           | 7–6, 6–2, 7–6            |
| 1970                                                        | Lew Hoad Manuel Santana              | Andrés Gimeno Rod Laver                | 6–4, 9–7, 7–5            |
| 1969                                                        | Manuel Orantes Patricio Rodríguez    | Terry Addison Ray Keldie               | 8–10, 6–3, 6–1, 5–7, 6–2 |
| 1968                                                        | Carlos Fernandes Patricio Rodríguez  | Thomaz Koch Edison Mandarino           | 6–2, 3–6, 6–3, 6–1, 6–4  |
| 1967                                                        | Thomaz Koch Edison Mandarino         | Ramanathan Krishnan Rafael Osuna       | 6–2, 6–4, 8–6            |
| 1966                                                        | Roy Emerson Fred Stolle              | Thomaz Koch Edison Mandarino           | 9–7, 6–4                 |
| 1965                                                        | Roy Emerson Ramanathan Krishnan      | José Luis Arilla Manuel Santana        | 6–2, 6–1, 6–1            |
| 1964                                                        | Roy Emerson Ken Fletcher             | Edison Mandarino Eduardo Soriano       | 6–3, 8–6, 1–6, 5–7, 6–3  |
| 1963                                                        | Roy Emerson Manuel Santana           | José Luis Arilla Eduardo Soriano       | 5–7, 6–2, 3–6, 7–5, 6–3  |
| 1962                                                        | Roy Emerson Neale Fraser             | Bob Hewitt Fred Stolle                 | 8–6, 8–6, 6–4            |
| 1961                                                        | Bob Hewitt Fred Stolle               | Bob Mark Manuel Santana                | 2–6, 6–3, 6–4, 6–4       |
| 1960                                                        | Roy Emerson Neale Fraser             | José Luis Arilla Andrés Gimeno         | 6–4, 6–0, 6–4            |
| 1959                                                        | Roy Emerson Neale Fraser             | Luis Ayala Rod Laver                   | 6–2, 4–6, 6–4, 13–11     |
| 1958                                                        | Jaroslav Drobný Budge Patty          | Mervyn Rose Warren Woodcock            | 7–5, 6–3, 6–2            |
| 1957                                                        | Robert Howe Mervyn Rose              | Herbert Flam Sydney Schwartz           | 6–3, 6–3, 5–7, 6–1       |
| 1956                                                        | Don Candy Lewis Hoad                 | Robert Howe Art Larsen                 | 6–1, 6–1, 6–2            |
| 1955                                                        | Mervyn Rose George Worthington       | Art Larsen Budge Patty                 | 6–2, 2–6, 6–2, 6–1       |
| 1954                                                        | Vic Seixas Tony Trabert              | Jack Arkinstall Malcolm Fox            | 6–3, 6–4, 6–2            |
| 1953                                                        | Enrique Morea Vic Seixas             | Jaime Bartrolí Lennart Bergelin        | 6–3, 3–6, 6–3, 6–1       |